# Јелица Вацац
Јелица Хелена Зое Вацац (словен. Jelica Helena Zoe Vazzaz; 1914—2007) је била југословенска гимнастичка репрезентативка, спортски функционер, редовни професор Високе школе за физичку културу у Љубљани из Словеније.

## Биографија
Пре Другог светског рата 1941. је била такмичарка, а после ослобођења водник репрезентације Југославије у спортској гимнаситици, тренер, председник Савезне комисије Гимнастичког савеза Југославије за рад са јуниоркама и међународним судија у гимнастици. Обављала је и друге функције у одборима и комисијама СТВ Партизан Југославије и Словеније, у Гнмнастичком савезу Југославије и у државним институцијама за физичку културу.
До 1957. била је начелница СТВ Патризан Словеније. На Светском првенству у спортској гимнастици 1970. у Љубљани била је технички руководилац ФИГ за жене.
Аутор је академских и слетских састава, сручних чланака и превода, скрипти и књига. Као педагог радила је на оспособљавању стручних кадрова за школе на свим нивоима, за спортску и ритмичку гимнастику, за рад са групама старијих жена и родитеља с децом.
У области истраживачког рада проучавала је проблеме врхунског спорта, а посебно у спортској и модерној ритмичкој гимнастици.
Добитник је многих признања, од којих је најзначајнија Блоудекова награда, Савеза за физичку културу Словеније (1965)

## Резултати
Јелица Вацац је била члан репрезентације Југославије на Светском првенству 1938. у Прагу, када је у екипној конкуренцији освојила сребрну медаљу. Репрезентација се такмичила у саставу: Лидија Рупник, Аница Хафнер, Милена Скет, Елца Ковачић, Јелица Вацац, Марта Пустишек, Марта Подпац, Душица Радивојевић. Резултат који је репрезентација постигла износио је 531,960 бодова.